# Kapala cuprea
Kapala cuprea is een vliesvleugelig insect uit de familie Eucharitidae. De wetenschappelijke naam is voor het eerst geldig gepubliceerd in 1913 door Cameron.